# シャドウ・オブ・ヴァンパイア
『シャドウ・オブ・ヴァンパイア』（Shadow of the Vampire）は、2000年製作のアメリカ映画である。E・エリアス・マーヒッジ監督。ニコラス・ケイジがプロデューサーの一人に名前を連ねている。日本での公開は2001年8月11日。
吸血鬼映画の古典『吸血鬼ノスフェラトゥ』（F・W・ムルナウ監督）をモチーフに、主演俳優のマックス・シュレックは本当に吸血鬼だった、というストーリー。

## ストーリー
1922年のドイツ。映画監督のF・W・ムルナウは新作の『吸血鬼ノスフェラトゥ』撮影のため、キャストやクルー達と共に人里離れたチェコの古城にやってきた。ムルナウはクルー達に、主演の吸血鬼を演じるマックス・シュレックという俳優は舞台出身で、役にのめり込むためメイクアップをして吸血鬼になりきってからでないと皆の前に姿を現さないと説明した。

## キャスト
※括弧内は日本語吹替
- F・W・ムルナウ - ジョン・マルコヴィッチ（田中秀幸）
- マックス・シュレック - ウィレム・デフォー（青野武）
- アルビン・グラウ - ウド・キア（清川元夢）
- フリッツ・ワグナー - ケイリー・エルウィス（安井邦彦）
- グレタ・シュレーダー - キャサリン・マコーマック（日野由利加）
- グスタフ・フォン・ヴァンゲンハイム - エディー・イザード（相沢正輝）
- ヘンリク・ガリーン - アデン・ジレット（小室正幸）
- ウォルフガング・ミュラー - ロナン・ヴィバート（高宮俊介）